# Lew (Cerpicki)
Lew, imię świeckie Nikołaj Lwowicz Cerpicki (ur. 13 kwietnia 1946 w Załużu) – rosyjski biskup prawosławny.

## Życiorys
Urodził się w rodzinie duchownego prawosławnego na terytorium Białoruskiej SRR. Po odbyciu zasadniczej służby wojskowej wstąpił do seminarium duchownego w Leningradzie, zaś po jego ukończeniu – na wyższe studia teologiczne w Leningradzkiej Akademii Duchownej. W czasie studiów złożył 28 marca 1971 wieczyste śluby zakonne. W tym samym roku odpowiednio 7 i 20 kwietnia przyjmował święcenia diakońskie i kapłańskie. W latach 1975–1978 kontynuował studia na Uniwersytecie Gregoriańskim w Rzymie. 8 sierpnia 1978 otrzymał godność archimandryty. 14 października tego samego roku został proboszczem parafii przy soborze Podwyższenia Krzyża Pańskiego w Pietrozawodsku, będąc równocześnie wykładowcą w leningradzkim seminarium duchownym. W październiku 1980 wyjechał do Maroka jako proboszcz parafii przy cerkwi Zmartwychwstania Pańskiego w Rabacie. 13 października 1983 został proboszczem parafii przy soborze Przemienienia Pańskiego w Wyborgu.
1 listopada 1987 w soborze Trójcy Świętej w kompleksie Ławry św. Aleksandra Newskiego miała miejsce jego chirotonia na biskupa taszkenckiego i Azji Środkowej. Po trzech latach przeniesiony na katedrę nowogrodzką i staroruską. W 1995 podniesiony do godności arcybiskupa.
Według dokumentów pochodzących z Archiwum Mitrochina, od 1971 był agentem KGB o pseudonimie WŁADIMIR.
W 2011, po erygowaniu metropolii nowogrodzkiej, został jej zwierzchnikiem, po czym otrzymał godność metropolity.